# Bolek Polívka

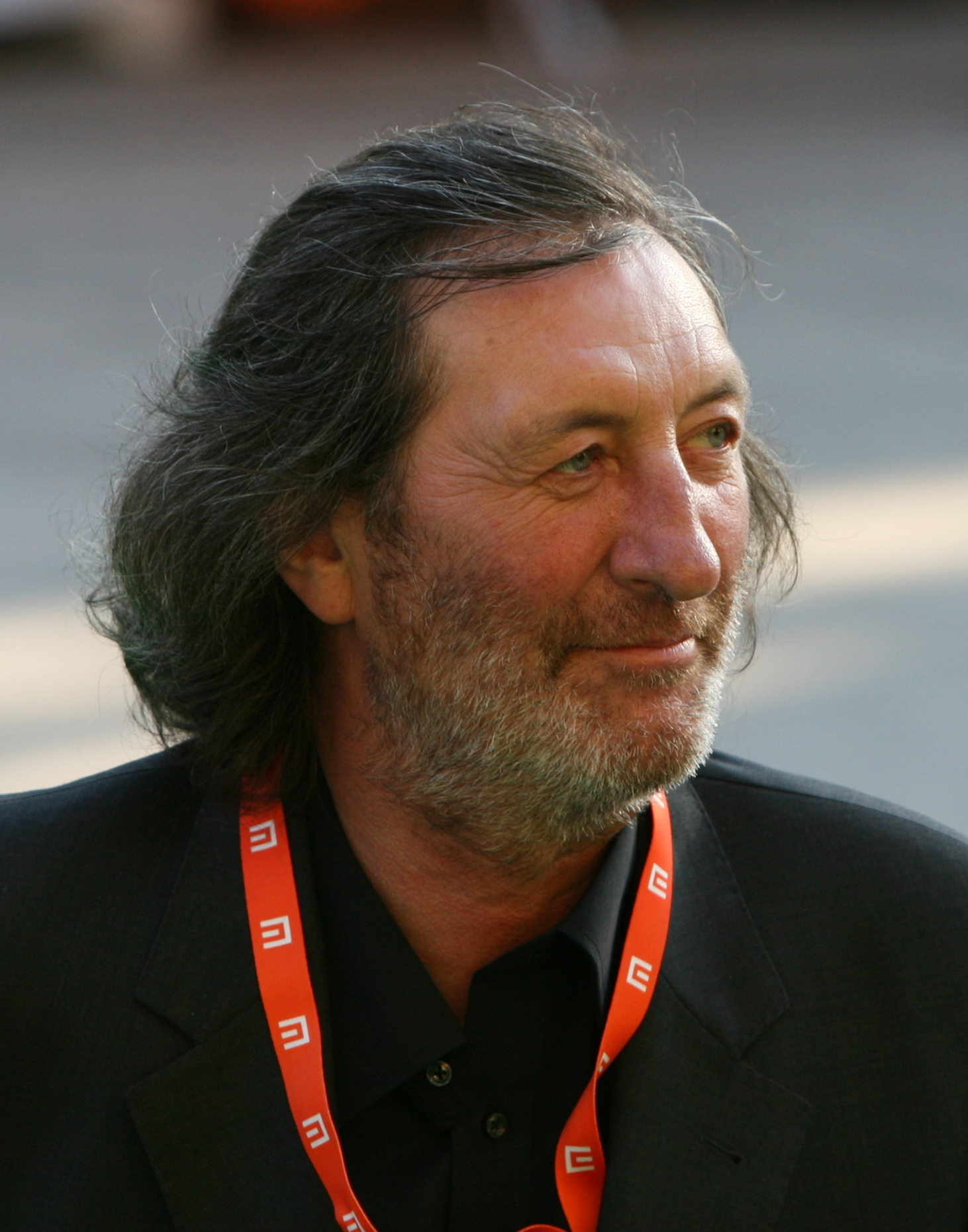
Bolek Polívka

Boleslav Polívka (* 31. Juli 1949 in Vizovice) ist ein tschechischer Schauspieler, Dramaturg und Bühnenbildner.

## Leben
Polívka studierte in Brünn an der Janáček-Akademie für Musik und Darstellende Kunst Brünn (JAMU), zählte 1972 zu den Gründern des Brünner Theaters Na provázku und wurde zu einer der bekanntesten mit dieser Spielstätte verbundenen Persönlichkeiten. 1993 gründete er in Brünn sein eigenes Theater. Polívka gehört zu den markantesten Vertretern der Pantomime Tschechiens, er setzte Rollen in Theater, Film und Fernsehen um.
Für seine Pantomime-Inszenierungen, bei denen er auch Regie führte und die Hauptrollen übernahm, (Am a Ea, Pezza versus Čorba, Pépe, Trosečník, Poslední leč, Šašek a královna), ließ er sich von Clownskunst, der Commedia dell’arte und dem Slapstick inspirieren, gebraucht allerdings Worte und überschreitet absichtlich Gattungsgrenzen bis hin zum totalen Schauspielertum. Durch seinen Stil wurde ihm Anerkennung zuteil; er arbeitet mit Theatern und Künstlern aus dem Ausland zusammen.
Für die Rolle des Pfaffen Holý im Film Zapomenuté světlo wurde er mit dem Tschechischen Löwen ausgezeichnet und erhielt 1997 den Preis für schauspielerische Leistung auf dem Mezinárodní filmový festival Karlovy Vary. Den zweiten Tschechischen Löwen bekam er für seine Rolle in Jan Hřebejks Film Musíme si pomáhat, welcher darüber hinaus für den Academy Award in der Kategorie bester ausländischer Film nominiert wurde. Er wirkte bei Filmen der Regisseurin Věra Chytilová mit, unter anderen Kalamita (1981), an der Verfilmung seines eigenen Schauspiels Šašek a královna (1987) sowie an der Komödie Dědictví aneb Kurvahošigutntag (1992). Im tschechischen Fernsehen laufen seine Serien Manéž Bolka Polívky und Bolkoviny.
Polívka als leidenschaftlicher Reiter richtet auf seiner Farm in Olšany bei Vyškov Veranstaltungen aus, darunter die Weltmeisterschaft im Flinte-ins-Korn-Werfen. Mit drei verschiedenen Frauen hat er drei Kinder; lange Zeit war er mit der französischen Schauspielerin Chantal Poullain liiert. Seine Tochter Anna Polívková ist ebenfalls Schauspielerin.

## Filmografie
- 1980: Kalamitäten (Kalamita)
- 1987: Der Narr und die Königin (Šašek a královna)
- 1992: Das Erbe oder: Fuckoffjungsgutntag (Dědictví aneb Kurvahošigutntag)
- 1993: Accumulator 1 (Akkumulator 1)
- 1996: Zapomenuté světlo
- 1999: Kuschelnester (Pelíšky)
- 2000: Wir müssen zusammenhalten (Musíme si pomáhat)
- 2000: Out of the City (Cesta z města)
- 2003: Pupendo
- 2005: Durch diese Nacht sehe ich keinen einzigen Stern
- 2005: Die Jahreszeit des Glücks (Štěstí)
- 2007: Roming
- 2008: Bathory – Die Blutgräfin (Bathory)
- 2011: Muži v naději
- 2012: To the Woods (Cesta do lesa)
- 2015: Der Mittsommerkranz (Svatojánský věneček)
- 2024: Trockenzeit (Sucho)